# Liste de personnalités du football décédées en 2018
Cet article présente une liste de personnalités du monde du football décédées au cours de l'année 2018.
Plus d'informations : Liste exhaustive de personnalités du football décédées en 2018.

## Janvier
- 1er janvier : décès à 52 ans de Régis Manon, international gabonais (18 sélections) des suites d'une longue maladie[1].
- 4 janvier : décès à 66 ans de Naby Camara, international guinéen, 3 Ligue des champions de la CAF, sélectionneur de Guinée[2].
- 5 janvier : décès à 76 ans de Jean Bidegaray, joueur puis entraineur français[3].
- 5 janvier : décès à 80 ans de Antonio Valentín Angelillo, international argentin et italien vainqueur de la Copa América 1957 reconverti entraineur, sélectionneur du Maroc[4].
- 8 janvier : décès à 29 ans de Juan Carlos García, international hondurien, 5 fois vainqueur du championnat hondurien des suites d'une leucémie[5].
- 8 janvier : décès à 75 ans de Antonio Munguía, international mexicain à 44 reprises, qui remporta 3 fois le championnat du Mexique, 2 fois la Coupe du Mexique et 3 fois la Coupe des champions de la CONCACAF[6].
- 8 janvier : décès à 69 ans de Hans Aabech, international danois, 2 fois vainqueur du championnat du Danemark[7].
- 9 janvier : décès à 84 ans de Ted Phillips, joueur anglais ayant remporté un championnat d'Angleterre reconverti entraineur[8].
- 10 janvier : décès à 77 ans de Tommy Lawrence, international écossais, 2 fois vainqueur du championnat d'Angleterre et d'une coupe d’Angleterre[9].
- 10 janvier : décès à 85 ans de Pierre Grillet, international français (9 sélections)[10].
- 11 janvier : décès à 80 ans de Takis Loukanidis, international grec[11].
- 12 janvier : décès à 78 ans de Léon Ritzen, international belge[12].
- 12 janvier : décès à 74 ans de Jean-Pierre Carayon, joueur puis entraineur français [13].
- 13 janvier : décès à 72 ans de Hamid Hazzaz, international marocain, vainqueur de la Coupe d'Afrique des nations de football 1976 [14].
- 14 janvier : décès à 59 ans de Cyrille Regis, international anglais, vainqueur de la Coupe d'Angleterre en 1987[15].
- 15 janvier : décès à 53 ans de Bogusław Cygan[16].
- 15 janvier : décès à 80 ans de Carl Emil Christiansen, international danois puis entraineur[17].
- 20 janvier : décès à 93 ans d'Alberto Tejada Burga, arbitre international péruvien, président de la commission nationale des arbitres au Pérou[18].
- 21 janvier : décès à 80 ans de Tsukasa Hosaka, international japonais[19].
- 21 janvier : décès à 75 ans de Philippe Gondet, international français, vainqueur de deux championnats de France[20].
- 22 janvier : décès à 82 ans de Jimmy Armfield, international anglais reconverti entraineur, vainqueur de la Coupe du monde 1966[21].
- 27 janvier : décès à 75 ans de Göran Nicklasson, international suédois[22].
- 30 janvier : décès à 84 ans d'Azeglio Vicini, joueur et sélectionneur de l'Italie de 1986 à 1991[23].
- 30 janvier : décès à 82 ans de Claudel Legros, joueur puis entraineur haïtien, directeur technique de la sélection haïtienne[24].
- 31 janvier : décès à 86 ans de Hennie Hollink, joueur puis entraineur néerlandais[25].

## Février
- 3 février : décès à 82 ans de Károly Palotai, joueur international hongrois puis arbitre international ayant remporté le championnat de Hongrie, la Coupe de Hongrie et une médaille d'or aux Jeux olympiques d'été de 1964[26].
- 5 février : décès à 86 ans de Ladislav Kačáni, joueur international tchécoslovaque ayant remporté le championnat de Tchécoslovaquie puis sélectionneur de la Tchécoslovaquie de 1971 à 1972[27].
- 7 février : décès à 75 ans de Charles Marchetti, joueur français[28].
- 9 février : décès à 36 ans d'un cancer du pancréas de Liam Miller, international irlandais ayant remporté le championnat d'Écosse et le championnat d'Australie[29].
- 13 février : décès à 79 ans de Joseph Bonnel, international français, champion de France à deux reprises et deux fois vainqueur de la Coupe de France reconverti entraineur[30].
- 18 février : décès à 67 ans de Pavel Panov, footballeur international bulgare, quatre fois champion de Bulgarie et cinq fois vainqueur de la Coupe de Bulgarie, reconverti entraineur[31].
- 18 février : décès à 67 ans de José Luis Elejalde, international cubain ayant remporté les Jeux d'Amérique centrale et des Caraïbes 1970 et 1974 puis devenu sélectionneur de la République dominicaine féminine et de Cuba féminine[32].
- 20 février : décès à 56 ans de Lucien Bouchardeau, arbitre international nigérien[33].
- 20 février : décès à 82 ans de Georges Alexandre, joueur français[34].
- 25 février : décès à 70 ans de Tsvetan Veselinov, international bulgare ayant remporté 3 championnats de Bulgarie, 3 coupes de Bulgarie et médaillé d'argent aux Jeux Olympiques 1968[35].
- Avant le 27 février : décès à 81 ans de Henri Leonetti[36].
- 27 février : décès à 68 ans de Quini, international espagnol, vainqueur de 2 coupes d'Espagne et de la Coupe d'Europe des vainqueurs de coupes 1982[37].
- 28 février : Walter Luzi, fondateur du FC Chambly, décède à l'hôpital à l'âge de 77 ans à la suite d'un arrêt cardiaque[38].

## Mars
- 4 mars : Davide Astori, défenseur et capitaine de la Fiorentina. Il meurt à 31 ans dans sa chambre d’hôtel lors du déplacement de son équipe à Udine pour la 27e journée de Serie A[39],[40].
- 6 mars : décès à 66 ans de Francis Piasecki, international français ayant remporté 1 Championnat de France reconverti entraineur [41].
- 9 mars : décès à 88 ans de Ion Voinescu, international roumain ayant remporté 6 championnats de Roumanie et 4 coupes de Roumanie[42].
- 14 mars : décès à 65 ans de Rubén Galván, international argentin ayant remporté la Coupe du monde 1978, 3 Copa Libertadores, la Coupe intercontinentale 1973, 3 Copa Interamericana et le Championnat d'Argentine 1977[43].
- 22 mars : décès à 64 ans de René Houseman, international argentin aux 53 sélections ayant remporté la Coupe du monde 1978 et la Copa Libertadores 1984[44].
- 27 mars : décès à 80 ans de Bobby Ferguson, joueur puis entraîneur anglais[45].
- 29 mars : décès à 71 ans de Emiliano Mondonico, joueur italien ayant remporté la Coupe d'Italie 1993 devenu entraineur[46].

## Avril
- 2 avril :
  - Décès à 66 ans de Elie Onana, international camerounais[47].
  - Décès à 96 ans de Paul Sinibaldi, international français ayant remporté le championnat de France à trois reprises et la Coupe de France à deux reprises[48].
- 4 avril : décès à 61 ans de Ray Wilkins, international anglais à 84 reprises ayant remporté la Coupe d'Angleterre 1983 et le Championnat d'Écosse 1987 reconverti entraîneur[49].
- 7 avril : décès à 86 ans de Herbert Grohs, international autrichien.
- 8 avril : décès à 87 ans d'André Lerond, international français (31 sélections) troisième de la Coupe du monde de football 1958[50].
- 13 avril : décès à 88 ans de Cesarino Cervellati, international italien devenu entraineur[51].
- 17 avril : décès à 70 ans de Gérard Desanghere, international belge ayant remporté le Championnat de Belgique 1975[52].
- 18 avril : décès à 86 ans de Henk Schouten, international néerlandais ayant remporté 2 Championnat des Pays-Bas[53].
- 20 avril : décès à 93 ans de Roy Bentley, international anglais ayant remporté le Championnat d'Angleterre 1955[54].
- 23 avril : décès à 78 ans de Vladimír Weiss, international Tchécoslovaque[55].
- 24 avril : décès à 70 ans de Henri Michel, international français (58 sélections) et joueur du FC Nantes dans les années 1970 (champion de France en 1973, 1977 et 1980 et Coupe de France 1979 avec les Canaris). Reconverti entraîneur (entre 1982 et 2012), il entraînera 19 équipes (notamment : l'Équipe de France, qu'il emmènera en demi-finale de la Coupe du Monde 1986). Il remporta comme sélectionneur les Jeux olympiques 1984[56].
- 26 avril : décès à 79 ans de Yoshinobu Ishii, international japonais ayant remporté 2 Coupe du Japon comme joueur et 2 Championnat du Japon et 2 Coupe du Japon comme entraineur[57].
- 28 avril : décès à 62 ans de Tetsuro Miura, joueur japonais devenu entraîneur[58].
- 28 avril : décès à 74 ans de Lionel Lamy, joueur français ayant remporté le Champion de France en 1965[59].

## Mai
- 4 mai : décès à 74 ans de Lionel Lamy ayant remporté le Championnat de France 1965[60].
- 6 mai : décès à 61 ans de Jack Chamangwana, international malawite devenu entraineur[61].
- 9 mai : décès à 35 ans d'Omar Daoud, international libyen ayant remporté le Championnat d'Algérie 2006 et le Championnat de Libye 2004[62].
- 10 mai : décès à 77 ans de Jean-Claude D'Arménia, joueur puis entraineur[63].
- 10 mai : décès à 76 ans d'Ibrahima Kandia Diallo, international guinéen[64].
- 15 mai : décès à 37 ans de Jlloyd Samuel, international trinidadien[65].
- 16 mai : décès à 83 ans de Ray Wilson, international anglais ayant remporté la Coupe du monde 1966 et la Coupe d'Angleterre 1966[66].
- 18 mai : décès à 88 ans de Doğan Babacan, joueur puis arbitre international turc[67].
- 19 mai : décès à 73 ans d'Houmane Jarir, international marocain[68].
- 26 mai : décès à 86 ans de Roger Piantoni, international français à 37 reprises ayant remporté 3 Championnat de France et la Coupe de France 1958[69].
- 30 mai : décès à 84 ans de Ferenc Kovács, international hongrois ayant remporté le Championnat de Hongrie 1958 et la médaille de bronze aux Jeux olympiques de 1960 devenu entraineur en ayant gagné la Coupe de Hongrie en 1992[70].
- 31 mai : décès à 82 ans d'Étienne Sansonetti, footballeur français[71].

## Juin
- 1er juin : décès à 24 ans de Alejandro Peñaranda, footballeur colombien ayant remporté la Coupe de Colombie 2013 assassiné par balles[72].
- 4 juin : décès à 93 ans de Walter Eich, international suisse ayant remporté 4 Championnat de Suisse et 3 Coupe de Suisse[73].
- 7 juin : décès à 68 ans de Francis Smerecki, joueur puis entraineur français[74].
- 9 juin : décès à 57 ans de Fadil Vokrri, international yougoslave et ancien président de la fédération du Kosovo[75].
- 10 juin : décès à 84 ans de Stan Anderson, international anglais[76].
- 18 juin : décès à 91 ans de Walter Bahr, international américain devenu entraineur[77].
- 21 juin : décès à 87 ans de Johnny Hubbard, international sud-africain ayant remporté 5 Championnat d'Écosse et 1 Coupe d'Écosse[78].
- 23 juin : décès à 77 ans d'Alberto Fouilloux, international chilien ayant remporté 3 Championnat du Chili et 3e de la Coupe du monde 1962[79].
- 24 juin : décès à 74 ans de Josip Pirmajer, international yougoslave ayant remporté 2 Championnat de Yougoslavie devenu entraineur[80].
- 26 juin : décès à 85 ans d'Harold Davis, joueur ayant remporté 4 Championnat d'Écosse et la Coupe d'Écosse 1962 devenu entraineur[81].
- 26 juin : décès à 90 ans de Henri Diricx, international belge[82].
- 28 juin : décès à 45 ans de Goran Bunjevčević, international yougoslave puis serbe ayant remporté 2 Championnat de Yougoslavie et 2 Coupe de Yougoslavie[83].
- 30 juin : décès à 76 ans de José Antonio Zaldúa, international espagnol ayant remporté 2 Coupe d'Espagne et la Coupe des villes de foires 1965-1966[84].

## Juillet
- 7 juillet : décès à 75 ans de Hacène Lalmas, international algérien ayant remporté 4 Championnat d'Algérie et 3 Coupe d'Algérie[85].
- 8 juillet : décès à 79 ans d'Alan Gilzean, international écossais devenu entraineur ayant remporté le Championnat d'Écosse 1962, la FA Cup 1967 et la Coupe UEFA 1971-1972[86].
- 12 juillet : décès à 70 ans de Dimitar Marashliev, international bulgare ayant remporté 6 Championnat de Bulgarie et 4 Coupe de Bulgarie[87].
- 20 juillet : décès à 53 ans de Christoph Westerthaler, international autrichien ayant remporté 2 Championnat d'Autriche et 2 Coupe d'Autriche[88].
- 20 juillet : décès à 71 ans d'Heinz Schilcher, international autrichien ayant remporté 2 Coupe des clubs champions de l'UEFA, 2 Championnat des Pays-Bas et la Coupe des Pays-Bas 1973[89].
- 23 juillet : décès à 73 ans de Paul Madeley, international anglais ayant remporté 2 Coupe des villes de foires, 2 Championnat d'Angleterre et la Coupe d'Angleterre 1972[90].
- 24 juillet : décès à 71 ans de Delroy Scott, international jamaicain reconverti entraineur[91].
- 25 juillet : décès à 46 ans de Líber Vespa, international uruguayen[92].
- 26 juillet : décès à 75 ans d'Orlando Ramírez, international chilien ayant remporté le Championnat du Chili 1961[93].
- 26 juillet : décès à 83 ans d'Alfredo del Águila, international mexicain[94].
- 31 juillet : décès à 59 ans de Rafael Amador, international mexicain ayant remporté 2 Ligue des champions de la CONCACAF, la Copa Interamericana 1981, le Championnat du Mexique 1981 et la Coupe du Mexique 1988[95].

## Août
- 13 août : décès à 86 ans de Morlaye Camara, international guinéen[96].
- 13 août : décès à 77 ans de Zvonko Bego, international yougoslave ayant remporté la médaille de bronze aux Jeux olympiques 1960[97].
- 14 août : décès à 78 ans de Mario Trebbi, international italien ayant remporté comme joueur le Championnat d'Italie 1962 devenu entraineur[98].
- 15 août : décès à 94 ans d'Edmond Haan, international français ayant remporté la Coupe de France 1951[99].
- 18 août : décès à 71 ans de Sies Wever, joueur néerlandais ayant remporté 2 Championnat des Pays-Bas et la Coupe des Pays-Bas 1972[100].
- 20 août : décès à 86 ans de Jimmy McIlroy, international nord-irlandais à 55 reprises ayant remporté le Championnat d'Angleterre 1960[101].
- 23 août : décès à 82 ans de Delio Gamboa, international colombien (24 sélections) ayant remporté 5 Championnat de Colombie et une Coupe de Colombie en 1963[102].
- 24 août : décès à 87 ans de Raymond Abad, joueur puis entraîneur français[103].
- 24 août : décès à 93 ans d'Aleksei Paramonov, international soviétique ayant remporté 4 Championnat d'URSS, 2 Coupe d'URSS puis en tant qu'entraineur du Championnat de Tunisie 1966[104].
- 29 août : décès à 84 ans de François Konter, international luxembourgeois ayant remporté 3 Championnat de Belgique et la Coupe de Belgique 1965 reconverti entraineur[105].

## Septembre
- 10 septembre : décès à 74 ans d'István Géczi, international hongrois ayant remporté 5 Championnat de Hongrie, 2 Coupe de Hongrie, la Coupe des villes de foires 1965, la médaille d'argent des Jeux olympiques 1972 avant de devenir entraineur[106].
- 16 septembre : décès à 64 ans de Kevin Beattie, international anglais ayant remporté la Coupe d'Angleterre 1978[107].
- 23 septembre : décès à 72 ans de Helmut Köglberger, international autrichien ayant remporté 3 Championnat d'Autriche et 3 Coupe d'Autriche reconverti entraineur[108].
- 24 septembre : décès à 74 ans de Jim Brogan, international écossais ayant remporté 7 Championnat d'Écosse et 4 Coupe d'Écosse[109].
- 26 septembre : décès à 80 ans de Manuel Rodríguez, international chilien ayant remporté le Championnat du Chili 1964 comme joueur et la Coupe du Chili 1987 comme entraineur[110].
- 26 septembre : décès à 90 ans de Norbert Konter, joueur luxembourgeois[111].
- 26 septembre : décès à 80 ans d'Ivan Deyanov, international bulgare ayant remporté le Championnat de Bulgarie 1964[112].

## Octobre
- 2 octobre : décès à 95 ans de Vicente Martínez Alama, joueur espagnol[113].
- 2 octobre : décès à 81 ans d'Emilio Salaber, joueur espagnol ayant remporté le Championnat de France 1961[114].
- 11 octobre : décès à 32 ans de Labinot Harbuzi, joueur suédois[115].
- 13 octobre : décès à 81 ans de Larbi Boussa, joueur puis entraineur algérien[116].
- 15 octobre : décès à 93 ans de Henri Fontaine ayant remporté le Championnat de France 1948[117].
- 15 octobre : décès à 77 ans de Fernando Serena, joueur international espagnol ayant remporté la Coupe des clubs champions 1966 et 4 Championnat d'Espagne[118].
- 16 octobre : décès à 86 ans de Pierre Barlaguet, joueur puis entraineur français[119].
- 18 octobre : décès à 65 ans de Merzak Boumaraf, joueur algérien ayant remporté le Championnat d'Algérie 1981 et comme entraîneur la Coupe de Mauritanie 2008[120].
- 21 octobre : décès à 62 ans d'Ilie Balaci, international roumain ayant remporté 3 Championnat de Roumanie et 4 Coupe de Roumanie reconverti entraineur ayant remporté la Ligue des champions de la CAF 1992, le Championnat de Tunisie 1992, la Coupe de Tunisie 1992, la coupe du Maroc 1993, le Championnat du Maroc 1994, 2 Championnat des Émirats arabes unis, 3 Coupe des Émirats arabes unis, le Championnat d'Arabie saoudite 1998, la Coupe d'Arabie saoudite 2003 et le Championnat du Soudan 2016[121]
- 22 octobre : décès à 86 ans de José Varacka, international argentin ayant remporté la Copa America 1959 reconverti entraineur ayant remporté 2 Championnat de Colombie[122].
- 29 octobre : décès à 80 ans de Germán Aceros, international colombien[123].
- 31 octobre : décès à 86 ans de Tadeusz Kraus, international tchécoslovaque ayant remporté le Championnat de Tchécoslovaquie 1965 et la Coupe de Tchécoslovaquie 1964[124].
- 31 octobre : décès à 46 ans d'Esquerdinha, joueur brésilien ayant remporté le Championnat du Portugal 1999 et 2 Coupe du Portugal[125].

## Novembre
- 4 novembre : décès à 62 ans de Mustapha Madih, entraineur marocain ayant remporté trois fois Coupe du Trône[126]
- 5 novembre : décès à 63 ans de Bruno Zaremba, joueur français[127].
- 10 novembre : décès à 33 ans d'Ajuma Ameh-Otache, internationale nigériane ayant remporté les Jeux africains de 2003 et le Championnat d'Afrique 2004 puis entraineuse équipe masculine[128].
- 13 novembre : décès à 71 ans de David Stewart, international écossais ayant remporté le championnat d'Angleterre 1974[129].
- 14 novembre : décès à 88 ans de Francisco Molina, international chilien ayant remporté 2 championnat du Chili et la Coupe du Chili 1961[130].
- 16 novembre : décès à 84 ans de Flemming Nielsen, international danois ayant remporté la médaille d'Argent des Jeux olympiques 1960[131].
- 17 novembre : décès à 83 ans de Metin Türel, ancien sélectionneur de la Turquie, de l'Arabie saoudite et du Rwanda[132].
- 22 novembre : décès à 66 ans d'Andrzej Fischer, gardien international polonais[133].
- 25 novembre : décès à 82 ans de Viktor Kanevski, international russe et ukrainien ayant remporté le championnat d'URSS 1961 et la Coupe d'URSS 1964[134].
- 26 novembre : décès à 90 ans de Johnny Hart, joueur puis entraineur anglais[135].
- 29 novembre : décès à 90 ans de Viktor Matvienko, international soviétique ayant remporté 4 Championnat d'URSS, une Coupe d'URSS et la médaille de bronze aux Jeux olympiques 1976[136].

## Décembre
- 3 décembre : décès à 68 ans de Mohamed Naouali, joueur tunisien ayant remporté 4 Championnat de Tunisie et 2 Coupe de Tunisie[137].
- 6 décembre : décès à 64 ans d'Aleksandr Minayev, international soviétique ayant remporté la Médaille de bronze aux Jeux olympiques de 1976, 1 Championnat d'URSS et 1 Coupe d'URSS[138].
- 7 décembre : décès à 83 ans de Luigi Radice, international italien ayant remporté comme joueur 3 Championnat d'Italie et une Coupe des clubs champions européens et comme entraineur 1 Coupe d'Italie[139].
- 12 décembre : décès à 67 ans d'Iraj Danaifar, international iranien ayant remporté 1 Championnat d'Iran et 1 Coupe d'Iran[140].
- 16 décembre : décès à 76 ans de Mircea Petescu, joueur ayant remporté 2 Championnat de Roumanie et 1 Coupe de Roumanie reconverti entraineur[141].
- 17 décembre : décès à 27 ans d'Andrey Shcharbakow, joueur ayant remporté 1 Championnat de Biélorussie[142].
- 18 décembre : décès à 91 ans de Bill Slater, international anglais ayant remporté 3 Championnat d'Angleterre et 1 Coupe d'Angleterre[143].
- 19 décembre : décès à 64 ans de Guy Modeste, joueur français[144].
- 23 décembre : décès à 87 ans de Jean Audebert, joueur français[145].
- 24 décembre : décès à 76 ans de Jozef Adamec, joueur tchécoslavaque ayant remporté 7 Championnat de Tchécoslovaquie, 3 Coupe de Tchécoslovaquie et 1 Coupe Mitropa reconverti entraineur. Il fut également sélectionneur de la Tchécoslovaquie[146].
- 25 décembre : décès à 65 ans de Sigi Schmid, entraineur germano-américain[147].
- 27 décembre : décès à 83 ans de Juan Bautista Agüero, international paraguayen ayant remporté 3 Championnat du Paraguay et la Coupe des clubs champions européens 1966[148].
- 29 décembre : décès à 91 ans de Yehoshua Glazer, international israélien ayant remporté 6 Championnat d'Israël et 6 Coupe d'Israël[149].
- 31 décembre : décès à 76 ans de Peter Thompson, international anglais ayant remporté 2 Championnat d'Angleterre et 1 Coupe d'Angleterre[150].